# Rio Giuvala
O Rio Giuvala é um rio da Romênia, afluente do Fundăţica, localizado no distrito de Argeş.